# Dodë Gjergji
Dodë Gjergji (ur. 16 stycznia 1963 w Stublli w Jugosławii) – albański duchowny rzymskokatolicki, administrator apostolski Sapë w latach 2000–2005, biskup diecezjalny Sapë w 2006, administrator apostolski Prizrenu w latach 2006–2018, biskup diecezjalny Prizrenu-Prisztiny od 2018.

## Życiorys
Urodził się we wsi Stublla w Jugosławii w 1963 jako syn Pashka i Anny Gjergji. W latach 1970–1972 uczęszczał do szkoły podstawowej w rodzinnej miejscowości, po czym przeniósł się kolejno do szkół w Bibaj i Ferizaj, którą ukończył w 1978. W tym samym roku podjął naukę w Państwowym Gimnazjum Paulinium w Suboticy, zakończoną pomyślnie zdanym egzaminem maturalnym. Potem rozpoczął studia z zakresu teologii i filozofii w Zagrzebiu. Po ich ukończeniu przyjął 15 sierpnia 1989 święcenia prezbiteratu we wsi Zym położonej między Prizrenem a Đakovicą.
Swoją prymicyjną mszę świętą odprawił w kościele w Uroševacu. Następnie został mianowany osobistym sekretarzem biskupa Nikë Preli. Opracowywał także teksty liturgiczne dla diecezji skopijsko-prizreńskiej, a ponadto był pracownikiem w katolickim wydawnictwie Drita w Kosowie.
5 lutego 2000 papież Jan Paweł II mianował go administratorem apostolskim diecezji Sapa.
23 listopada 2005 papież Benedykt XVI prekonizował go biskupem diecezjalnym Sapy. 5 stycznia 2006 otrzymał święcenia biskupie i odbył ingres do katedry Matki Teresy w Vau i Dejës. Głównym konsekratorem był arcybiskup John Bulaitis, nuncjusz apostolski w Albanii, zaś współkonsekratorami Angelo Massafra, arcybiskup metropolita Szkodra-Pult, i biskup Mark Sopi, administrator apostolski Prizrenu.
12 grudnia 2006 papież Benedykt XVI mianował go administratorem apostolskim Prizrenu. 5 września 2018 w związku z utworzeniem diecezji Prizrenu-Prisztiny został wyniesiony do godności biskupa diecezjalnego.